# Гавриил (Краснопольский)
Архимандрит Гавриил Краснопольский (ок. 1690 — 24 сентября 1771, Москва) — архимандрит Русской православной церкви, архимандрит Московского Симонова монастыря.

## Биография
В 1727 году иеродиакон Гавриил Краснопольский является в качестве учителя пиитики в Белгороде; в 1735 году в росписи монахов, достойных определения в архимандриты, встречается Гавриил Краснопольский, игумен Ново-Печерского Змиевского монастыря, 45-ти лет.
24 марта 1745 года Гавриил «из иеромонахов Кадетского Корпуса», то есть законоучителей, был назначен архимандритом Московского Симонова монастыря. Пробыл на этой должности до самой смерти.
В 1751 году возникал вопрос о переводе его в Киево-Печерскую лавру, и в составленном Синодом списке кандидатов на эту архимандрию имя Гавриила Краснопольского стояло на первом месте.
С настоятельством в Симоновом монастыре Гавриил соединял (с 1747 года) звание члена Московской Следственной о раскольниках Комиссии и (с 1754 года) члена Московской Синодальной Конторы.
С отобранием в 1764 году монастырских вотчин в казну Симонов монастырь стал клониться к упадку и в 1771 году, когда в Москве появилась чума, был обращён в карантин. Гавриил с братией были «выведены» в Новоспасский монастырь.
24 сентября «в моровое поветрие» Гавриил умер, и притом «со своею братиею», то есть вместе с архимандритом перемерли и выведенные с ним из Симонова монастыря монахи. Гавриил был погребён в Новоспасском монастыре, между колокольней и северо-восточной башней. 